# 尼木烈士陵园
尼木烈士陵园，位于西藏自治区拉萨市尼木县，是尼木县的县级烈士陵园。

## 简介
尼木革命烈士陵园位于尼木县城西部1.5公里处，是为纪念平息“1959年武装叛乱”中死亡的官方人員（中國政府稱為「革命烈士」）而于1965年建立。
该陵园建成后，又安葬了文化大革命期间1969年尼木事件时中死亡的官方人員，此外还安葬了西藏和平解放、民主改革、社会主义建设时期死亡的官方人員。
中共西藏自治区党委、西藏自治区人民政府、中共拉萨市委、拉萨市人民政府历来重视尼木烈士陵园的建设。国家及西藏自治区领导人热地、向巴平措、吴英杰等人曾亲临尼木县，为尼木烈士陵园题词并指导工作。
尼木烈士陵园被评为“拉萨市级爱国主义教育基地”。2006年6月16日，西藏自治区人民政府在尼木县召开大会，为尼木烈士陵园被命名为西藏自治区级国防教育基地揭牌。西藏自治区副主席、西藏自治区国防动员委员会副主任白玛赤林揭牌，并代表西藏自治区人民政府向革命烈士献花圈。
2009年，尼木烈士陵园被列入西藏自治区文物保护单位。2010年，经拉萨市文物局施工，西藏自治区文物保护单位碑立在了尼木烈士陵园大门右侧1米处。